# Дневники вампира (сезон 8)
Восьмой сезон американского телесериала «Дневники вампира», премьера которого состоялась на телеканале The CW 21 октября 2016 года. 11 марта 2016 года шоу было продлено на восьмой сезон, который содержит 16 эпизодов и стал заключительным.

## Сюжет
Действие сериала происходит в Мистик Фоллс, штат Вирджиния, вымышленном маленьком городке, который преследуют сверхъестественные существа. Основное внимание в шоу уделяется братьям-вампирам Стефану (Пол Уэсли) и Дэймону Сальваторе (Иэн Сомерхолдер), которые переживают утрату их любимой Елены Гилберт (Нина Добрев).

## В ролях

### Основной состав
- Пол Уэсли — Стефан Сальваторе
- Иэн Сомерхолдер — Дэймон Сальваторе
- Катерина Грэм — Бонни Беннет
- Кэндис Кинг — Кэролайн Форбс
- Зак Рериг — Мэтт Донован
- Мэттью Дэвис — Аларик Зальцман
- Майкл Маларки — Энзо Сент-Джон

| - Майкл Тревино — Тайлер Локвуд - Крис Вуд — Малакай «Кай» Паркер - Кристен Гутоски — Селина - Деметриус Бриджес — Дориан Уильямс - Эллисон Скалиотти — Джорджи Доулинг - Натали Келли — Сибил - Лили Роуз Мамфорд — Джозетта «Джози» Зальцман - Тирни Мамфорд — Элизабет «Лиззи» Зальцман - Маргарит Макинтайр — шериф Элизабет «Лиз» Форбс - Уоли Паркс — Аркадиус «Кад» - Джоэль Гретч — Питер Максвелл - Сэмми Ханратти — Вайолет Фелл - Кайла Юэлл — Викки Донован - Жасмин Гай — Шейла Беннет - Рис Одум — Карен - Джас Синклер — Беатрис Беннетт | - Аиша Дюран — Вирджиния Сент-Джон - Тристин Мэйс — Сара Нельсон - Александра Чандо — Тара - Эван Гамбл — Генри Уоттлс - Персия Уайт — Эбби Беннет-Уилсон - Мелинда Кларк — Келли Донован - Нина Добрев — Елена Гилберт / Кэтрин Пирс - Стивен Р. Маккуин — Джереми Гилберт - Сара Каннинг — Дженна Соммерс - Дэвид Андерс — Джон Гилберт - Джоди Лин О’Киф — Джозетта «Джо» Лафлин - Ариэль Кеббел — Лекси Брэнсон - Наташия Уильямс — Люси Беннет - Джейсон МакДональд — Грейсон Гилберт - Эрин Бойт — Миранда Гилберт - Мария Хауэлл — Айанна |

## Эпизоды
| № общий | № в сезоне | Название | Режиссёр          | Автор сценария                                                           | Дата премьеры   | Зрители в США (млн) |
| --- | ---------- | --- | ----------------- | ------------------------------------------------------------------------ | --------------- | ------------------- |
| 156 | 1          | «Привет, братец» «Hello Brother»                                                                                     | Майкл А. Алловиц  | Джули Плек и Кевин Уильямсон                                             | 21 октября 2016 | 0,98                |
| После необъяснимого исчезновения Дэймона и Энзо из хранилища "Арсенала" проходят месяцы. Кэролайн встречается со Стефаном; с Алариком они разъехались, и она живет с дочерьми в своём родном доме, а девочки находятся в их совместной с Алариком опеке; Аларик проводит все свободное время в фонда "Арсенале", где стал его временным главой. Стефан всё ещё ищет брата, однако Бонни уже начинает терять надежду. Тем временем Дэймон и Энзо убивают по приказу монстра, питающегося людьми, совершившими ужасные поступки. Оба вампира не могут противостоять воле монстра, но Энзо, кажется, специально оставляет подсказку для друзей, понимая, что их с Дэймоном должны искать. Это срабатывает, и Стефан и Бонни находят Энзо с Дэймоном и пытаются их вразумить, однако вампиры находятся под полным контролем монстра. В это время стажёрам Аларика Дориану и Джорджии удается разгадать загадку, каким образом монстру удалось исчезнуть из хранилища (пещер) под зданием "Арсенала". Стажёры показывают Аларику оптическую иллюзию внутри пещеры, которая скрывает проход в туннели, пройдя по которым все вместе они находят комнату с сокровищами. Кэролайн пересматривает видеозапись из психбольницы, на которой Энзо навещает Вирджинию Сэнт-Джонс и пытается выяснить у неё, кто заперт в хранилище "Арсенала", но запись испорчена звуковыми помехами. Оказывается, Вирджинии тогда удалось сбежать и её больше не видели. Внезапно, Вирджиния появляется в доме Кэролайн, она тяжело ранит няню близняшек, но Кэролайн успевает всех спасти. Внушив няне уехать с близняшками на прогулку, Кэролайн остается со связанной Вирджинией и пытается выяснить, почему та пришла за её дочерьми и что за монстр был в хранилище. Но Вирджиния откусывает себе язык и умирает, захлебнувшись кровью. Кэролайн и Аларик обсуждают произошедшее и говорят о безопасности дочерей; Аларик предлагает Кэролайн переехать к Стефану, в то время как он будет жить в её доме с дочерьми. Стефан с радостью принимает Кэролайн. Бонни вспоминает, как Энзо когда-то читал ей Одиссею Гомера и рассказывал про сирен. Она понимает, что оставленные им подсказки намекают на сирену, и делится этим открытием с Алариком. Тем временем насытившийся монстр принимает облик девушки. |            | |                   |                                                                          |                 |                     |
| 157 | 2          | «Сегодня всё будет по-другому» «Today Will Be Different»                                                             | Паскаль Верскурис | Мелинда Хсю Тейлор                                                       | 28 октября 2016 | 0,90                |
| Дэймон продолжает возвращаться в воспоминания о первой встрече с Еленой. Сирена по имени Сибил никак не может понять, почему Энзо не подчинился ей полностью; проникнув в его голову она узнаёт о существовании Сары Сальваторе (Нельсон). Она поручает Дэймону убить последнюю из рода Сальваторе (который не знает о существовании родственницы); Стефан, Кэролайн и Бонни узнают об этом из новых подсказок от Энзо и выезжают на помощь Саре. Тем временем Энзо и Дэймон подкарауливают Сару; благодаря Энзо ей удается вырубить Дэймона вербеной. Оказывается, что при последней встрече Энзо не стал стирать ей память, и с тех пор она помнит все, что с ней произошло, ежедневно принимает вербену и перестала пользоваться деньгами, которые ей перечисляет Стефан. Энзо намерен помочь Саре сбежать, но на квартире Сары их уже ждут Стефан, Кэролайн и Бонни. Энзо пытается объяснить друзьям всю ситуацию с подчинением и про то, что не может остаться с Бонни из-за сирены. Бонни вырубает Энзо и пытается увезти подальше, чтобы избавить от влияния Сибил, но ему становится хуже при попытке порвать связь с сиреной. Дэймон пытается убить Сару, однако Стефан напоминает ему о Елене и тот отпускает девушку. В последний момент появляется Сибил и убивает Сару; она проникает в голову Дэймона и заменяет воспоминания о Елене собой. Дэймон и Энзо уходят с Сибил, которая узнаёт о слабости Энзо — Бонни. У стажёра Аларика Джорджии оказывается точно такая же татуировка, которая есть на камертоне. Стефан делает предложение Кэролайн и она его принимает. |            | |                   |                                                                          |                 |                     |
| 158 | 3          | «Ты решила, что я достоин спасения» «You Desided That I Was Worth Saving»                                            | Майкл Карасик     | Чад Файвеш и Джеймс Стотеро                                              | 4 ноября 2016   | 0,94                |
| Сибил понимает, что и Дэймон, и Энзо связаны с Бонни; она решает, что именно из-за этого она не может полностью подчинить вампиров. Когда Бонни помогает Кэролайн выбрать свадебное платье, нападает Дэймон, однако Кэролайн удаётся спасти подругу. Сибил придумывает новый план: она заменяет все воспоминания Деймона о Бонни собою, как уже сделала это с его воспоминаниями о Елене, и заставляет Дэймона и Энзо сражаться насмерть, а Бонни принуждает сделать выбор, кого спасти. Бонни, Кэролайн и Стефан пытаются остановить эту смертельную драку, однако, когда Дэймон начинает одерживать победу, Бонни выбирает Энзо. Сибил, угрожая жизни Бонни, заставляет Энзо отключить человечность. Когда Энзо ей подчиняется, она отменяет сделку с Энзо и приказывает Дэймону убить Бонни. В это время Аларик случайным образом узнает, что древний артефакт в виде двузубца, который они со стажёрами нашли в пещере сокровищ, является камертоном. Когда Дэймону удается поймать Бонни, его внезапно сбивает на машине Аларик и приводит в действие камертон, который тут же дезориентирует Сибил, и ее вырубает Кэролайн, а Стефан вырубает Энзо. За всем происходящим наблюдает Джорджи, которая тайно преследовала Аларика, пытаясь понять, что он скрывает. Стефан говорит Дэймону, что он свободен, но Дэймон отвечает, что его задание только началось и уезжает. Друзья запирают Сибил в "Арсенале", и между ними происходит откровенный разговор по поводу произошедшего. Каждый разочарован выбором своего друга в отношении Дэймона и Энзо. Дэймон, выполняя задание Сибил, случайно встречает Тайлера, который знает о происходящем и просит Дэймона сопротивляться, либо обещает быть его кошмаром и позором, которые невозможно будет стереть из памяти. Но Сибил продолжает управлять Дэймоном даже удаленно, и он убивает Тайлера. |            | |                   |                                                                          |                 |                     |
| 159 | 4          | «Вечность страданий» «An Eternity of Misery»                                                                         | Роб Харди         | Нил Рейнольдс и Бретт Мэтьюс                                             | 11 ноября 2016  | 1,00                |
| Более двух тысяч лет назад сестра-сирена Сибил рассказывает ей историю Када — человека со сверхъестественными силами, которого убили люди. Испуская дух, он создал новый мир, куда отправилась его душа. В настоящее время, Сибил рассказывает свою историю Стефану. Сестрой Сибил оказывается Селина — няня детей Аларика. Сибил и Селина убивают плохих людей для своего босса Када, который получает их души, которые мучает в аду. Селина убивает Джорджи и её душа отправляется к Каду, а сама Сибил ест плоть девушки. Тем временем, Дэймон почти убивает мужчину, который оказывается отцом Мэтта Донована. Мэтт спасает отца, а затем рассказывает про сверхъестественное. Дэймон говорит Мэтту, что убил Тайлера; позже Мэтт находит тело друга. |            | |                   |                                                                          |                 |                     |
| 160 | 5          | «Возвращение домой было ошибкой» «Coming Home Was a Mistake»                                                         | Джеймс Томпсон    | Селин Гейгер                                                             | 18 ноября 2016  | 0,92                |
| Мэтт сообщает друзьям о смерти Тайлера; когда он, Стефан, Кэролайн и Аларик собираются на его похороны, объявляется Дэймон. Оказывается, что Тайлер искал вторую сирену — Селину. Тем временем Селина берёт близняшек на карнавал, где рассказывает им о Каде. Дэймон просит Сибил освободить его, однако получает отказ. Кэролайн вырубает Дэймона на карнавале, а Стефан кладёт его в гроб, чтобы спрятать от сирен до того, пока они не будут побеждены. Сибил сбегает из Арсенала и освобождает Дэймона, который выбирает полностью подчиниться воле сирены. Тем временем Бонни делает всё возможное, чтобы заставить Энзо включить человечность. Подвергнув себя смертельной опасности, ей удаётся это сделать. Они присоединяются к друзьям на карнавале, чтобы попрощаться с Тайлером. Мэтт понимает, что няня близняшек — сирена, однако вернувшись домой они обнаруживают, что девочки пропали. |            | |                   |                                                                          |                 |                     |
| 161 | 6          | «Объездная дорога, приведшая в ад» «Detoured on Some Random Backwoods Path to Hell»                                  | Пол Уэсли         | Алан МакЭлрой                                                            | 2 декабря 2016  | 1,05                |
| Дэймон и Сибил встречаются с Селиной и близняшками за ужином. Силина открывает им свой план по освобождению от Када — она предложит им Джози и Лиззи в качестве замены. Тем временем Аларик и Кэролайн отчаянно ищут своих детей. Сибил пытается наказать Энзо, пропев ему песнь сирен по телефону — теперь она его пытает в подсознании. Стефан использует свои вампирские силы, чтобы связаться с Сибил через Энзо, и найти близняшек; Сибил сообщает Стефану о своём местоположении и велит приезжать одному, а также делает ему предложение, от которого он не может отказаться. Дэймон, Сибил, Селина, Джози и Лиззи вызывают Када; дав Кэролайн и Аларику неверный адрес, Стефан едет на встречу один. Кад отклоняет предложение Селины, однако заключает сделку с Сибил и Стефаном. Близняшки воссоединяются с родителями, а затем Аларик решает увезти их, чтобы уберечь. Стефан говорит Кэролайн, что у него есть 24 часа до того момента, когда он станет новой слугой Када вместе с Дэймоном — такова была цена спасения детей. Мэтт и Аларик убивают Дэймона, однако выясняется, что Кад даровал ему бессмертие. |            | |                   |                                                                          |                 |                     |
| 162 | 7          | «В следующий раз, когда я причиню кому-то боль, это можешь быть ты» «The Next Time I Hurt Somebody, It Could Be You» | Таня Шамильтон    | Шукри Хасан Тильман                                                      | 9 декабря 2016  | 0,98                |
| Накануне Рождества 1917 года Стефан-потрошитель вырезает лагерь людей. В настоящем, накануне Рождества, Стефан проводит с Кэролайн свой последний день. Однако в дом заявляются Сибил и Дэймон, и Дэймон закалывает Стефана, отправляя на встречу с Кадом. Кад показывает ему, что в тот день сто лет назад Селина наблюдала за Стефаном в лагере и хотела отправить Каду, однако увидела в его глазах, что на самом деле он — не зло; она стёрла ему память о резне и встрече с собой. Кад отмечает, что Стефан — идеальный кандидат на должность его слуги. Бонни и Энзо с помощью камертона заставляют Селину разорвать связь с близняшками; она добровольно соглашается, в надежде очистить свою душу и не отправиться в ад. По окончании вчера Дэймон отдаёт Сибил подарок, переданный ему Кэролайн; подарком оказывается кулон Елены. Дэймон вырывает Сибил сердце и забирает кулон. Стефан заключает с Кадом сделку — он отключит человечность, однако служить ему будет лишь год. Кад соглашается, отметив, что Стефан не захочет уходить через год. Кэролайн прощается с детьми, и Аларик увозит их из города. Дэймон и Стефан покидают Мистик Фоллс; Стефан отключает человечность. |            | |                   |                                                                          |                 |                     |
| 163 | 8          | «У нас с тобой есть история» «We Have History Together»                                                              | Иэн Сомерхолдер   | Меттью Д'Амброзио                                                        | 13 января 2017  | 0,95                |
| Стефан решает, что Тара будет отличной жертвой для Када. Он придумывает план, чтобы поселить в ней тьму и при этом использует Дэймона. Он внушает ей, что Дэймон повинен в гибели её родителей, и Тара решает убить Дэймона. Она делает это, и Стефан отправляет её Каду. Тем временем в Мистик Фоллс Кэролайн по работе отправляется в свою бывшую школу, где обнаруживает Сибил в роли учительницы. Все её ученики находятся под влиянием сирены. Чтобы спасти ребят, Кэролайн вынуждена отправиться искать старый колокол. От отца Мэтт выясняет, что именно Максвеллы основали город, а также отлили колокол, который Питер утопил в реке. Колокол был обнаружен в 2009 году, когда машина родителей Елены упала в воду. Кэролайн не находит колокол, который должен был быть в её гараже, однако находит записку от Силины, которая успела его забрать. По настоянию Стефана, Дэймон избавляется от кулона Елены; Сибил говорит Кэролайн, что Стефан может стать потрошителем в любое время. |            | |                   |                                                                          |                 |                     |
| 164 | 9          | «Близость без прикосновений» «The Simple Intimacy of the Near Touch»                                                 | Джеффри Уинг Шотц | Нил Рейнольдс и Пенни Кокс                                               | 20 января 2017  | 0,86                |
| Сибил заставляет Дэймона вернуться в город и вернуть ей колокол. Но Дэймон обнаруживает, что может противостоять сирене; он отказывает ей, а затем запирает. Тем временем Стефан обращает Вайолет, одну из учениц школы, в вампира, что приводит к ссоре с Кэролайн, которая возвращает Стефану помолвочное кольцо. Селина хочет собрать колокол сама и открывает, что он может убивать сирен; она объединяется с Дорианом. Энзо даёт Бонни сосуд со своей кровью на всякий случай, однако Бонни не может стать вампиром из-за связи с Еленой. Она предлагает Энзо принять лекарство и прожить с ней человеческую жизнь. Закованная Сибил возвращает Дэймону человечность, что заставляет его ощутить всю вину сразу. |            | |                   |                                                                          |                 |                     |
| 165 | 10         | «Ностальгия та еще стерва» «'Nostalgia's a Bitch'»                                                                   | Келли Сайрус      | Бретт Меттьюз                                                            | 27 января 2017  | 0,94                |
| Действия Сибил приводят Дэймона в кататоническое состояние. Бонни и Кэролайн приходится освободить её, чтобы та помогла вытащить Дэймона; взамен они обещают дать ей колокол. Сибил говорит, что сознание Дэймона находится в адском состоянии в буквальном смысле — он поместил себя в ад в качестве наказания. Бонни и Кэролайн отправляются в его подсознание, чтобы помочь Дэймону простить себя. Тем временем Стефан убивает Вайолет и выясняет, что Каду нужно больше душ. Селина предлагает ему сделку — Мэтт должен пробить в колокол 12 раз, чтобы впустить ад на землю и убить всех в Мистик Фоллс. Стефан гипнотизирует Мэтта и идёт возвращать Дэймона, когда выясняется, что именно он нужен для прощения. В подсознании Дэймон прощает Стефана за то, что тот обратил его в вампира много лет назад. Дэймон приходит в себя; Стефан оказывается закованным в подвале, и Кэролайн говорит, что любит его и сделает всё, чтобы вернуть его человечность. Дэймон останавливает Мэтта на одиннадцатом ударе, однако этого оказывается достаточно, чтобы Кад смог проникнуть в реальный мир. Кад встречается с Сибил и Селиной и убивает их. |            | |                   |                                                                          |                 |                     |
| 166 | 11         | «Ты решил стать хорошим» «You Made a Choice to Be Good»                                                              | Кэрол Бенкир      | Мелинда Хсю Тейлор и Селин Гейгер                                        | 3 февраля 2017  | 0,92                |
| Кад освобождает Стефана и отправляет его на задание. Он приказывает Дэймону убить до заката сотню человек или Кэролайн, девушку его брата. Они отправляются в дом Бонни, где она держит гроб Елены. Тем временем Энзо и Бонни веселятся перед тем, как Энзо примет лекарство от бессмертия. Кэролайн и Дэймон придумывают план — они дадут лекарство Каду, чтобы иметь возможность убить его. Бонни вынуждена согласиться отдать им лекарство, вместо Энзо. Оказывается, что Кад дал выбор и Стефану тоже — сто человек или Елена, девушка Дэймона; Стефан выбирает убить Елену. Дэймон спешит остановить его, а Стефан тем временем переписывает дом Бонни на риэлтора и заставляет её пригласить себя, чтобы смочь добраться до Елены. Бонни берёт кровь Елены, однако вкалывает её Стефану после того, как тот убивает Энзо. |            | |                   |                                                                          |                 |                     |
| 167 | 12         | «Что ты такое?» «What Are You?»                                                                                      | Даррен Жене       | Чад Файвэш и Джеймс Стотеро                                              | 10 февраля 2017 | 1,11                |
| После превращения Стефана в человека, его арестовывают. Кэролайн внушает полиции, что он невиновен, однако это не может избавить Стефана от чувства вины. Мать Бонни, Эбби, приезжает утешить дочь после гибели её возлюбленного. Они обнаруживают, что Энзо пытается с ней связаться, и что Бонни открыла проход между адом и реальным миром, когда Энзо погиб. Бонни пытается вытащить Энзо из ада, однако Эбби сжигает его тело, испугавшись, что дочь может туда затащить. Кад говорит Дэймону, что их контракт разорван, так как Стефан больше не вампир, и заявляет, что заберёт душу Стефана в ад до полуночи, если Дэймон не принесёт дневник Максвелла. Мэтт, Аларик и Дориан пытаются понять, почему дневник так важен, и Мэтт видит события 1790-го года. Его предок Итан и предок Бонни Беатрис создали колокол, чтобы противостоять Селине и Сибил. Сирены заставили Итана прозвонить в колокол 12 раз, что убило сотню ведьм. Беатрис запечатала сирен в хранилище, а Итан написал в дневнике, как убить дьявола. В настоящем Дэймон отдаёт дневник Каду и тот его сжигает. Он говорит, что знает, как убить Када — Сибил однажды это упомянула. Дэймон и Аларик планируют убийство Када, когда появляется Кай. |            | |                   |                                                                          |                 |                     |
| 168 | 13         | «Ложь сделает свое дело» «The Lies Will Catch Up with You»                                                           | Тони Соломонс     | Нил Рейнольдс                                                            | 17 февраля 2017 | 0,99                |
| Оказывается, что когда Мэтт прозвонил в колокол 11 раз, Кай смог частично вернуться в Мистик Фоллс. Чтобы вернуться окончательно, он заручается помощью Дэймона и Аларика в обмен на возвращение Елены к жизни. Мэтт и Кэролайн обнаруживают, что вампирское внушение Стефана перестало действовать после его превращения в человека. Дориан вспоминает, что Стефан убил его семью несколько лет назад когда работал на Клауса, и похищает его, чтобы поквитаться. Дориан стреляет в Стефана, но потом сожалеет об этом и пытается доставить его в больницу. Когда Стефан находится в пограничном состоянии, к нему приходит Кад и говорит, что Кэролайн будет лучше без него. В больнице Стефан расстаётся с Кэролайн и сообщает ей о своём решении покинуть Мистик Фоллс. Бонни обнаруживает в себе способность связаться с Энзо. Она идёт к Каду за ответами, и тот говорит ей, что она создала мир, подобный миру самого Када, и поместила в него душу Энзо. Аларик приводит девочек к Кэролайн и сообщает ей, что не может контролировать их способности. Кад узнаёт о том, что Кай сбежал из ада, и Дэймон пытается убедить Кая, что тот искупит свои грехи и спасётся от Када, только вернув Елену к жизни. У гроба Елены Кай закалывает Дэймона и забирает Елену, оставив Дэймона умирать. |            | |                   |                                                                          |                 |                     |
| 169 | 14         | «Это была адская поездка» «'It's Been a Hell of a Ride'»                                                             | Паскаль Верскурис | Бретт Меттьюз и Шукри Хасан Тилман                                       | 24 февраля 2017 | 1,04                |
| Энзо уговаривает Бонни простить Стефана. Кай отдаёт гроб Елены Каду, чтобы тот смог заставить Дэймона принести клинок в обмен на неё. Стефан передумывает уезжать, когда узнаёт об этом от Дэймона; они захватывают Кая, запирают его в Арсенале и получают клинок. Кэролайн обращается к Каю по поводу проблемы с контролем у близняшек, на что тот отвечает, что это происходит потому, что в Арсенале магия буквально пропитывает стены. Он сбегает и идёт за девочками. Аларик звонит в колокол, чтобы ослабить Када, пока Стефан его убивает; когда Кай звонит Рику и говорит о намерениях убить девочек, тот перестаёт бить в колокол, а Кад перестаёт быть уязвимым. Кэролайн и Аларик побеждают Кая, а Аларик рассказывает Кэролайн о планах открыть школу для таких детей, как Джозетта и Элизабет. Дэймон встречается с Кадом и Стефаном, и Кад заставляет его выбирать между убийством Стефана и Елены. Дэймон выбирает себя и вонзает кол в своё сердце. Его спасает Бонни, которая борется с дьяволом за его душу. Пока происходит сверхъестественная битва, Стефан закалывает Када, убивая его. Взрыв после его смерти возвращает Дэймона к жизни. Стефан снова делает предложение Кэролайн, и она его принимает. Бонни запирает Кая в тюремный мир навечно, но узнаёт, что адом теперь правит Кэтрин. |            | |                   |                                                                          |                 |                     |
| 170 | 15         | «Мы планируем свадьбу в июне» «We’re Planning a June Wedding»                                                        | Крис Грисмер      | История: Джен Вестуто и Мелисса Марлетт Телесценарий: Мелинда Хсю Тейлор | 3 марта 2017    | 1,14                |
| Мать Мэтта, Келли, возвращается в Мистик Фоллс якобы с целью восстановить связь с сыном, однако на самом деле оказывается, что она работает на Кэтрин и что она умерла 2 года назад. Дэймон придумывает план, как заманить Кэтрин в ловушку — организовать свадьбу Стефана и Кэролайн. Также Стефан и Дэймон сооружают клинок из кости Кэтрин, способный уничтожить её. Бонни говорит Кэролайн, что не может быть на её свадьбе из-за человека, который убил Энзо, однако Энзо убеждает её быть там ради подруги. Все ожидают появления Кэтрин, однако этого не случается, и Стефан по-настоящему женится на Кэролайн. На приёме Бонни идёт с близняшками в дом Локвудов, а тем временем Келли, прервав речь Дэймона, открывает план Кэтрин. Она устроила утечку газа в доме; взрыв случается, когда Бонни с девочками находятся внутри. Девочки вытягивают магию из Бонни и тушат огонь, однако из-за этого Бонни теряет связь с Энзо. Оказывается, это был отвлекающий манёвр, чтобы позволить воскрешённой Викки ударить в колокол и принести ад в Мистик Фоллс. Когда звонит колокол, Бонни теряет сознание. |            | |                   |                                                                          |                 |                     |
| 171 | 16         | «Всё было классно» «I Was Feeling Epic»                                                                              | Джули Плек        | Джули Плек и Кевин Уильямсон                                             | 10 марта 2017   | 1,15                |
| Стефан и Кэролайн пытаются реанимировать Бонни, пока сама Бонни попадает в мир между жизнью и смертью и встречает Елену. Появляется Энзо и говорит, что время Бонни ещё не пришло, и она возвращается в своё тело. Кэтрин появляется перед братьями Сальваторе, но несмотря на то, что Стефан закалывает её кинжалом, сделанным из её костей, через некоторое время она снова оживает, открывая Дэймону, что может покидать ад когда хочет и что она руководила Кадом с момента своей смерти. Викки говорит, что предпочтёт умереть в адском пламени, чем вернуться в ад, поэтому прозвонит в колокол. Мэтт и полиция эвакуируют город. Аларик, Кэролайн и близняшки покидают Мистик-Фоллс, а Бонни придумывает план, как перенаправить пламя назад в преисподнюю, уничтожив Кэтрин. Дэймон остаётся с Кэтрин в тоннелях под Арсеналом, чтобы отправить Кэтрин в ад, когда Бонни перенаправит огонь. Стефан хочет занять его место, однако Дэймон внушает ему уйти. Однако Стефан, заранее принявший вербену, не подвластен внушению вампира: он возвращается в тоннели, даёт свою кровь с лекарством Дэймону, делая его человеком и жертвует собой, погибая вместе с Кэтрин в адском пламени. Стефан прощается с Еленой в мире между жизнью и смертью, рассказывает ей о произошедшем, а затем воссоединяется с Лекси в потустороннем мире. Некоторое время спустя Бонни удаётся снять с Елены заклятие сна, и она воссоединяется с Дэймоном, Кэролайн и Алариком. В особняке Сальваторе Кэролайн и Аларик, с помощью Дориана и Джереми (и на денежное пожертвование Клауса) устраивают школу для особенных, как Лиззи и Джози, детей. Викки, Тайлер, Лиз и Джо с улыбкой наблюдают за живущими. Прожив свои жизни, Елена воссоединяется с родителями, Джоном и Дженной, а Дэймон воссоединяется со Стефаном в особняке Сальваторе. |            | |                   |                                                                          |                 |                     |